# Зависимое общество
Зави́симое о́бщество — хозяйственное общество, более двадцати процентов голосующих акций (для акционерного общества) или двадцати процентов величины уставного капитала (для общества с ограниченной ответственностью) которого принадлежит другому хозяйственному обществу, которое является по отношению к нему контролирующим обществом.